# 정춘실
정춘실(鄭春實, 1941년 12월 29일~2015년 7월)은 조선민주주의인민공화국의 정치인이다. 조선민주주의인민공화국의 최고인민회의 대의원을 지냈으며, 1991년에 조선민주주의인민공화국에서는 그녀의 이름이 붙은 ‘정춘실운동’이 유행했다.